# Bålsjön (Floda socken, Södermanland)
Bålsjön är en sjö i Katrineholms kommun i Södermanland och ingår i Norrströms huvudavrinningsområde.